# Świetlikowate

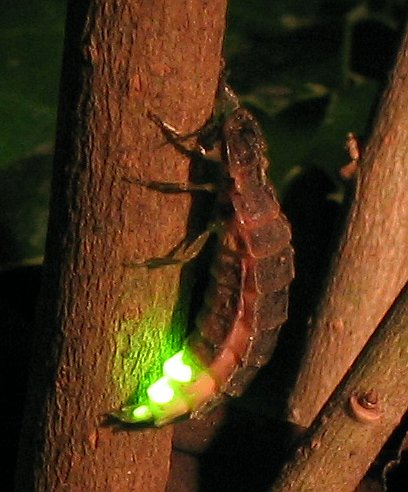
Lampyris noctiluca

Świetlikowate, robaczki świętojańskie (Lampyridae) – rodzina z rzędu chrząszczy. Liczy ok. 2000 gatunków, usytuowanych w 83 rodzajach. Rozpowszechnione są na całym świecie, jednak największą różnorodność gatunkową osiągają w regionie orientalnym i Ameryce Południowej.
Wiele gatunków świetlikowatych znanych jest ze swej zdolności do bioluminescencji. Barwa wytwarzanego światła jest zimnozielona. Chrząszcze te najczęściej błyskają swoimi odwłokami. Narządy świetlne odpowiedzialne za to zjawisko znajdują się na dolnej stronie odwłoku i mogą przyjmować różne kształty: pojedynczej plamki, pary plamek, paska, lub mogą pokrywać całe segmenty. Wytwarzanie światła służy tym owadom do komunikacji, sygnalizowania przynależności gatunkowej i ułatwia tworzenie par. Niektóre samice naśladują błyski spokrewnionych gatunków i zjadają zwabione w ten sposób samce.  Błyski mogą mieć różnoraką charakterystykę. Mogą to być pojedyncze błyski lub ciąg wielu błysków. Czasem możliwe są do zaobserwowania synchroniczne błyski samców w obrębie grup w populacji, lub całej populacji.
Larwy tych chrząszczy występują powszechnie w środowiskach o średnim stopniu wilgoci, gdzie znaleźć je można wzdłuż strumieni i stawów, a także w ściółce i gnijących kłodach. W wilgotnych środowiskach znaleźć je można ponad ziemią, uaktywniają się w nocy, zaraz po deszczu. Wszystkie znane larwy świetlikowatych posiadają zdolność do bioluminescencji. Pożywieniem dla larw są małe ślimaki i inne bezkręgowce
Długość ciała dorosłych świetlikowatych wynosi 0,5–3 cm. Samce mają zazwyczaj w pełni wykształcone skrzydła, podczas gdy samice są bezskrzydłe i wyglądem przypominają larwy. Wiele dorosłych osobników żywi się nektarem lub kroplami rosy, chociaż niektóre są drapieżnikami.

## Systematyka
Rodzina dzieli się na 3 plemiona, 8 rodzajów i ok. 2000 gatunków.
W Polsce żyją 3 gatunki: 
- iskrzyk (Phausis splendidula syn. Lamprohiza splendidula);
- świeciuch (Phosphaenus hemipterus);
- świetlik świętojański (Lampyris noctiluca).